# بورتاکوفکا
بورتاکوفکا (انگلیسی: Burtakovka) یک شهرک در شهرستان مچتلینسکی استان باشقیرستان کشور روسیه است.